# Вышинские
Вышинские (пол. Wyszyński) — баронский и дворянский род.
Род баронов Вышинских происходит из Куявии.
Грамотой Римского Императора Иосифа II от 24 мая (4 июня) 1782 года, ловчий Красноставский Андрей Вышинский возведён, с нисходящим его потомством, в баронское достоинство королевства Галиции и Лодомерии.
Высочайше утверждённым, 5 июля 1844 года и 5 июня 1852 года, мнениями Государственного Совета Иосиф-Фаддей и Фома-Феликс Стефановичи-Игнатьевичи Вышинские, с нисходящим их потомством, подтверждены в баронском достоинстве.

## Породненные роды
- Богомольцы